# Орден Дружбы народов
Орден Дружбы народов — одна из государственных наград СССР. Учреждён 17 декабря 1972 года указом Президиума Верховного Совета СССР в ознаменование 50-летия образования СССР. Статут ордена был частично изменён указом Президиума Верховного Совета СССР от 18 июля 1980 года. Автор эскиза ордена — художник Александр Борисович Жук. Прекратил существование вместе с распадом СССР в 1991 году, в 1992—1994 годах существовал как Орден Дружбы народов Российской Федерации.

## Статутордена
Статут ордена Дружбы народов, в соответствии с указом Президиума Верховного Совета СССР от 17 декабря 1972 года, выглядел следующим образом:

1. В ознаменование 50-летия образования Союза Советских Социалистических Республик учрежден орден Дружбы народов для награждения за большие заслуги в укреплении дружбы и братского сотрудничества социалистических наций и народностей, за значительный вклад в экономическое, социально-политическое и культурное развитие Союза ССР и союзных республик. 

2. Орденом Дружбы народов награждаются: 

— граждане СССР; 

— предприятия, учреждения, организации, воинские части и соединения, союзные и автономные республики, края, области, автономные области, автономные округа, города. 

Орденом Дружбы народов могут быть награждены и лица, не являющиеся гражданами СССР. 

3. Награждение орденом Дружбы народов производится: 

— за большой вклад в укрепление дружбы и братского сотрудничества социалистических наций и народностей; 

— за большие трудовые достижения в области развития народного хозяйства Союза ССР и союзных республик; 

— за заслуги в национально-государственном строительстве СССР; 

— за особо плодотворную деятельность в развитии науки, сближении и взаимообогащения культур социалистических наций и народностей, активное участие в воспитании советских людей в духе пролетарского интернационализма, преданности и верности Советской Родине; 

— за особые заслуги в укреплении оборонной мощи СССР; 

— за большие заслуги в развитии братской дружбы и сотрудничества между народами социалистических стран, укреплении мира, дружественных отношений между народами. 

4. Орден Дружбы народов носится на левой стороне груди и располагается после ордена Трудового Красного Знамени.

## Описание ордена
Ниже приведено описание ордена в соответствии с указом Президиума Верховного Совета СССР от 17 декабря 1972 года.
Орден Дружбы народов изготовляется из серебра и представляет собой слегка выпуклую позолоченную, покрытую темно-красной эмалью пятиконечную звезду, обрамленную серебристыми пирамидальными гранями и пятью пучками расходящихся золотистых лучей.

В центре звезды помещен накладной позолоченный Государственный герб СССР, отдельные детали которого покрыты цветной эмалью. Герб окаймлен накладным ободком с изображением рукопожатий, в нижней части ободка находится накладная позолоченная, покрытая темно-красной эмалью лента с надписью «СССР».

Между Государственным гербом СССР и ободком на фоне белой эмали в верхней части расположена надпись «Дружба народов», в нижней и средней — лавровые ветви, покрытые зелёной эмалью.

Размер ордена между противолежащими концами серебристого пирамидального обрамления и пучка золотистых лучей — 47 мм.
Орден при помощи ушка и кольца соединяется с пятиугольной колодочкой, обтянутой шелковой муаровой лентой шириной 24 мм. Посередине ленты продольная красная полоса шириной 13 мм с двумя узкими продольными желтыми полосками. Слева от красной полосы находится синяя, а справа — зелёная полоски шириной по 4 мм каждая. Края ленты окантованы белыми полосками шириной 1,5 мм.

Нумерация орденов осуществлялась нанесением порядкового номера. Номер наносился на реверсе ордена, под надписью «Монетный двор».

## Орден Дружбы народов Российской Федерации
После распада Советского Союза в 1991 году орден Дружбы народов как государственная награда СССР прекратил своё существование, но был восстановлен 2 марта 1992 года указом Президиума Верховного Совета Российской Федерации № 2424-1 как государственная награда РФ. При этом внешний облик российского ордена несколько изменился. Вместо герба СССР на аверсе находился герб РСФСР. Также с красной ленты в нижней части аверса была удалена надпись «СССР». Реверс российского ордена практически не изменился, однако в российских орденах использовалась четырёхзначная нумерация с использованием цифры «0» для замещения недостающих начальных разрядов номера.
Первые награждения орденом Дружбы народов Российской Федерации были произведены 25 марта 1992 года, ордена были вручены космонавтам: немецким — К.-Д. Фладе и Р. Эвальду и российским — С. Крикалёву и А. Волкову.
Орден просуществовал до 2 марта 1994 года, когда указом Президента РФ был заменён орденом Дружбы. Всего орденом Дружбы народов Российской Федерации было произведено 1212 награждений, при этом 40 орденов было вручено иностранным гражданам из 13 стран мира (не считая СНГ). При этом некоторое время после учреждения ордена Дружбы продолжались награждения и орденом Дружбы народов (в частности, 29 марта 1994 года награды был удостоен журналист В. В. Познер, а 25 мая 1994 года — писатель Л. М. Леонов).

## Статистика награждений
Первые награждения орденом были произведены 29 декабря 1972 года. В этот день указами Президиума Верховного Совета СССР орденом Дружбы народов награждены пятнадцать союзных республик СССР, все автономные республики СССР, все автономные области и национальные округа (всего 53 награждения). Орденом Дружбы народов № 1 была награждена Российская Советская Федеративная Социалистическая Республика (РСФСР), а орденом № 2 была награждена Украинская ССР.
Первыми гражданами, награждёнными орденом Дружбы народов, стали работники гражданской авиации. Большая группа их (всего 199 человек) была награждена указом Президиума Верховного Совета СССР от 9 февраля 1973 года.
Общественные организации, награждённые орденом Дружбы народов:
- Комитет советских женщин (6 марта 1973 года за № 54)[7]
- Советский комитет защиты мира (1974 год)[7]
- Торгово-промышленная палата СССР (1982 год)[8] и др.
- Академия наук Украинской ССР
- Академия наук Белорусской ССР
- Академия наук Эстонской ССР
- Академия наук Киргизской ССР
- Академия наук Армянской ССР
- Академия наук Азербайджанской ССР

Предприятия и организации, награждённые орденом Дружбы народов:
- Советское Дунайское пароходство (1983)
- Ленинградское производственное объединение «Кировский завод» (30 апреля 1976 года)[7]
- Объединённый институт ядерных исследований

Учебные заведения, награждённые орденом Дружбы народов:
- Всероссийская академия внешней торговли
- Российский университет дружбы народов
- ГИТИС
- Витебский государственный медицинский университет
- Ростовский государственный медицинский институт (22.08.1980)
- Казанский национальный исследовательский технический университет
- Мордовский государственный университет имени Н. П. Огарёва

Войсковые части, награждённые орденом Дружбы народов:
- Краснодарское военное объединённое лётно-техническое ордена Дружбы народов училище имени Героя Советского Союза А. К. Серова

Газеты и журналы, награждённые орденом Дружбы народов:
- «Литературная газета» (1979)[7]
- газета «Московские новости» (1980)[7]
- газета «Пионерская правда» (1985)
- журнал «Вокруг света» (1982)[7]
- журнал «Гражданская авиация»
- Журнал «Звезда Востока»
- Журнал «Дальний Восток»
- Журнал «Международная жизнь»
- Журнал «Советиш геймланд»

Организации культуры, награждённые орденом Дружбы народов:
- Ленинградский цирк (1978)[7]
- Московский цыганский театр «Ромэн» (1981)[7]
- Ансамбль народного танца СССР (1981)[7]
- Всесоюзный пионерский лагерь имени В. И. Ленина «Артек» (1975)[9]

Города, удостоенные этой награды:
- Плевен (1977)
- Переяслав-Хмельницкий (1979)
- Тарту (1980)
- Димитровград, Киев, Южно-Сахалинск (1982)
- Георгиевск, Ленинакан (1984)
- Кагул, Ленинабад, Лениногорск (1986)
- Балхаш (1987)
- Ялта (1988)

Регионы России, удостоенные этой награды:
- Ненецкий национальный округ (1972)
- Дагестанская АССР (1972)
- Калмыцкая АССР (1979)

Музеи, награждённые орденом Дружбы народов:
- Музей Молодой гвардии в г. Краснодон.

Орденом награждена БССР.
Первой из иностранных граждан ордена удостоилась министр иностранных дел Временного революционного правительства Республики Южный Вьетнам Нгуен Тхи Динь (7 марта 1973 года).
Последним награждённым орденом Дружбы народов в истории СССР был начальник горно-геологической партии Казахской горно-геологической экспедиции Государственного акционерного промышленного концерна «Строительные материалы» Казахстана Камиль Закирович Валиев. Он был удостоен этой награды Указом Президента СССР от 21 декабря 1991 года.
Всего за период с 17 декабря 1972 года по 21 декабря 1991 года было произведено 72 761 награждение орденом Дружбы народов СССР. Ещё 1 212 награждений было произведено орденом Дружбы народов РФ в период с 2 марта 1992 года по 28 октября 1994 года.
Как правило, награждение носило одиночный характер, хотя ряд орденоносцев впоследствии были представлены к награждению орденом Дружбы народов повторно.

### Возрастные награждения
- Указом Президиума Верховного Совета СССР от 24 мая 1982 года профессор-консультант Новочеркасского политехнического института имени Серго Орджоникидзе Иван Фёдорович Пономарев был награжден орденом Дружбы народов за заслуги в развитие химической науки, многолетнюю плодотворную педагогическую деятельность и в связи со столетием со дня рождения.

### Награждённые двумя орденами Дружбы народов
- Беглов, Спартак Иванович (1924—2006), журналист-международник (6 сентября 1974; 14 ноября 1980)
- Бердников, Георгий Петрович (1915—1996), литературовед (13 мая 1981; 16 ноября 1984)
- Бойченко, Виктор Кузьмич (1925—2012), заместитель председателя Госкомитета СССР по иностранному туризму, Герой Советского Союза (28 мая 1976; 21 февраля 1986)
- Виноградов, Владимир Михайлович (1921—1997), чрезвычайный и полномочный посол СССР (1974; 27 декабря 1977)
- Раймон Гюйо[фр.] (1903—1986), французский общественный деятель (16 ноября 1973; 11 января 1985)
- Иванов, Константин Константинович (1907—1984), советский композитор и дирижёр (26 мая 1977, 1983)
- Игнатенко, Виталий Никитич (род. 1941), журналист (1975; 14 ноября 1980)
- Исаков, Геннадий Алексеевич (1926—2009), председатель Вятскополянского райисполкома (17 марта 1981; 17 июля 1986)
- Капустин, Сергей Алексеевич (1953—1995), хоккеист, олимпийский чемпион 1976 года (7 июля 1978; 22 мая 1981)
- Лосев, Сергей Андреевич (1927—1988), генеральный директор ТАСС (11 июля 1975; 14 ноября 1980)
- Селихов, Ким Николаевич (1929—1988), советский писатель.
- Степаков, Владимир Ильич (1912—1987), чрезвычайный и полномочный посол СССР (27 декабря 1977; 11 июня 1982)
- Степанов, Владимир Тимофеевич (1 марта 1928 — 22 июля 2014) — советский государственный и партийный деятель, первый секретарь Северо-Казахстанского областного комитета КП Казахстана.
- Удальцов Иван Иванович (1918—1995), доктор исторических наук, чрезвычайный и полномочный посол СССР, директор Института славяноведения, председатель АПН в ранге министра (15 марта 1978; 11 марта 1988)
- Холл, Гэс (1910—2000), американский общественный деятель (7 октября 1975; 6 ноября 1980)
- Цюрупа, Павел Андреевич (1927—2010), заместитель председателя «Amtorg Trading Corporation».

### Награждённые орденами Дружбы народов в СССР и Российской Федерации
- Алиева, Фазу Гамзатовна (1932—2016), поэтесса, прозаик и публицист (10 января 1983; 21 июня 1994).
- Астафьев, Виктор Петрович (1924—2001), писатель, прозаик и драматург (7 августа 1981; 25 апреля 1994).
- Васильев, Борис Львович (1924—2013), писатель (16 ноября 1984; 27 мая 1994).
- Кочина, Пелагея Яковлевна (1899—1999), учёный-гидродинамик (11 мая 1979; 6 мая 1994).
- Резцова, Анфиса Анатольевна (1964—2023), биатлонистка и лыжница (15 июня 1988; 1994)
- Сенкевич, Мечеслав Иванович (1937—2014), Чрезвычайный и полномочный посол России (1 октября 1982; 23 ноября 1993).
- Тонини, Мишель (род. 1949), космонавт-исследователь (Франция) (21 декабря 1988; 11 августа 1992).
- Халатников, Исаак Маркович (1919—2021), физик, академик РАН (16 октября 1979; 28 октября 1994).

### Награждённые орденом Дружбы народов (в СССР) и орденом Дружбы
- Айтматов, Чингиз Торекулович (1928—2008), писатель (16 ноября 1984; 8 декабря 1998).
- Алфимов, Михаил Владимирович (род. 1937), учёный в области фотохимии молекул и супрамолекулярных систем (3 июля 1987; 4 июня 1999).
- Андиев, Сослан Петрович (1952—2018), борец вольного стиля (10 сентября 1976; 22 января 1997).
- Добреньков, Владимир Иванович (род. 1939), советский и российский философ и социолог, специалист в области истории социологии, социологии и философии религии.
- Жлуктов, Виктор Васильевич (род. 1954), хоккеист, заслуженный мастер спорта СССР (18 мая 1982; 20 декабря 1996).
- Патриарх Московский и всея Руси Кирилл (род. 1946) (3 июня 1988; 28 декабря 1995).
- Коломенский, Геннадий Васильевич (1941—2014), капитан дальнего плавания, капитан-наставник барка «Крузенштерн» (4 июля 1986; 9 апреля 1997).
- Куняев, Станислав Юрьевич (род. 1932), советский поэт (1984; 21 июля 2014).
- Лыкова, Лидия Павловна (1913—2016), общественный деятель (22 марта 1988; 1 декабря 2007).
- Мангалын Дугэрсурэн (1922—2002), дважды министр иностранных дел Монголии (12 февраля 1982; 13 декабря 2001).
- Маресьев, Алексей Петрович (1916—2001), Герой Советского Союза (19 мая 1976; 4 мая 2000).
- Мустайоки, Арто (род. 1948), финский русист, профессор русского языка и литературы Хельсинкского университета (8 августа 1990; 15 октября 2010).
- Налбандян, Эдвард Агванович (род. 1956), министр иностранных дел Республики Армения (2008—2018) (1982; 26 августа 2016).
- Никогосян, Николай Багратович (1918—2018), скульптор и живописец (28 апреля 1989; 9 мая 2005).
- Нимейер, Оскар (1907—2012), бразильский архитектор (14 декабря 1987; 25 октября 2007).
- Панников, Виктор Дмитриевич (1914—2012), почвовед, академик ВАСХНИЛ (13 марта 1984; 23 августа 1999)
- Пашазаде, Аллахшукюр Гуммет оглы (род. 1949), советский и азербайджанский религиозный деятель (16 ноября 1988; 3 октября 2006).
- Пьеха, Эдита Станиславовна (род. 1937), певица, народная артистка СССР (14 ноября 1980; 19 января 2013).
- Седова, Муза Ивановна (1926—1999), советская и российская актриса театра и кино, Народная артистка РСФСР (4 ноября 1974; 11 декабря 1996)
- Сличенко, Николай Алексеевич (1934—2021), советский и российский актёр театра и кино, театральный режиссёр, народный артист СССР (26 декабря 1984; 25 декабря 2014)
- Слободкин, Павел Яковлевич (1945—2017), народный артист Российской Федерации, композитор (1980; 10 октября 2002).
- Тихонов, Виктор Васильевич (1930—2014), заслуженный тренер СССР (22 мая 1981; 3 июня 2010).
- Торопов, Иван Григорьевич (1928—2011), народный писатель Республики Коми (26 августа 1988; 12 июня 2004).
- Ширков, Дмитрий Васильевич (1928—2016), физик, академик РАН (2 марта 1988; 20 ноября 2003).

### Награждённые орденом Дружбы народов (в Российской Федерации) и орденом Дружбы
- Жулин, Александр Вячеславович (род. 1963), фигурист (22 апреля 1994; 22 февраля 2007)
- Касаткина, Наталия Дмитриевна (род. 1934), художественный руководитель театра классического балета Н. Касаткиной и В. Василёва, народная артистка РСФСР (11 апреля 1994; 11 марта 2020)
- Иванов Виктор Александрович (1931—2012), тренер (22 апреля 1994; 26 января 1999)
- Фаддеев, Людвиг Дмитриевич (1934—2017), математик, академик РАН (6 июня 1994; 4 июня 2014)
- Клоди Эньере (род. 1957), французский врач, политик и космонавт (23 июля 1993, 23 августа 2000)

## После распада СССР
Уже после распада СССР в новых независимых республиках были учреждены свои аналоги ордена Дружбы.
- Россия — Орден Дружбы (1994), в 1992—1994 — Орден Дружбы народов Российской Федерации
- Беларусь — Орден Дружбы народов (2002)
- Казахстан — Орден «Достык» (1995)
- Кыргызстан — Орден «Достук» (2017)
- Таджикистан — Ордени Дӯстӣ, Орден Дружбы
- Азербайджан — Орден «Достлуг» (2007)
- Армения — Орден Дружбы (2014)
- ПМР — Орден Дружбы (2012)
- Южная Осетия — Орден Дружбы (2007)